# Rosy Blenheim
Rosy Blenheim es una variedad cultivar de manzano (Malus domestica). 
Un híbrido del cruce de Cox's Orange Pippin x Desconocido. Criado en Essex por F.W. Thorrington a principios de la década de 1900. Fue recibido por National Fruit Trials en 1925. Las frutas tienen una pulpa firme, de grano grueso y suave. Dulce y perfumado.

## Historia
'Rosy Blenheim' es una variedad de manzana, híbrido del cruce de Cox's Orange Pippin x Desconocido. Desarrollado y criado a partir de 'Cox's Orange Pippin' mediante una polinización abierta por F. W. Thorrington de Hornchurch, Essex Inglaterra, (Reino Unido) durante principios del siglo XX. La fruta de este cruce se presentó en el "National Fruit Trials" en 1925. Otras variedades de manzanas obtenidas por Thorrington en este cruce son 'Ruby', 'Sunburn', 'Francis',  y 'Daniel Fele Renet'.
'Rosy Blenheim' se cultiva en la National Fruit Collection con el número de accesión: 1925-034 y Accession name: Rosy Blenheim.

## Características
'Rosy Blenheim' árbol de extensión erguida, de vigor moderadamente vigoroso, portador de espuela. Tiene un tiempo de floración que comienza a partir del 6 de mayo con el 10% de floración, para el 11 de mayo tiene una floración completa (80%), y para el 20 de mayo tiene un 90% caída de pétalos.
'Rosy Blenheim' tiene una talla de fruto grande; forma redondeada, con una altura de 58.00mm, y con una anchura de 73.50mm; con nervaduras medianas; epidermis con color de fondo amarillo, con un sobre color rojo brillante, importancia del sobre color alto, y patrón del sobre color rayas rojas rotas en la cara expuesta al sol, "russeting" (pardeamiento áspero superficial que presentan algunas variedades) bajo; cáliz pequeño y abierto, ubicado en una amplia cuenca, rodeada en ocasiones por una corona irregularmente protuberante; pedúnculo corto y moderadamente robusto, colocado en una cavidad profunda y estrecha con un ligero  "russeting"; carne es de color blanca, de grano grueso y suave. Dulce y perfumado.
Listo para cosechar en la primera mitad del quinto período. Su tiempo de recogida de cosecha se inicia a principios de octubre. Se mantienen refrigeradas en cámaras frigoríficas durante 3 meses.

## Usos
Una buena manzana de uso de postre fresca en mesa.

## Ploidismo
Diploide, auto estéril. Grupo de polinización: D, Día 14.